# Wilhelm Kohler (Ökonom)
Wilhelm Kohler (* 1954 in Alberschwende, Vorarlberg) ist ein österreichischer Ökonom.

## Leben
Kohler studierte von 1973 bis 1978 Volkswirtschaftslehre an der Leopold-Franzens-Universität Innsbruck mit Abschluss Magister. Das Doktoratsstudium der Sozial- und Wirtschaftswissenschaften an derselben Universität schloss er 1983 mit der Promotion ab. Die Habilitation erfolgte 1986 mit dem Thema "Faktorproportionen und internationaler Handel: Theorie und empirische Beobachtungen für Österreich", wiederum an der Universität Innsbruck. Anschließend hatte er Assistenzprofessuren an der Johannes Kepler Universität Linz, Universität Konstanz und Universität Duisburg-Essen. Feste Professuren hatte er von 1992 bis 1996 in Essen, von 1996 bis 2004 in Linz und von 2004 bis dato in Tübingen.
Wilhelm Kohler leitet seit dem 1. September 2013 als wissenschaftliche Direktor gemeinsam mit Bernhard Boockmann das Institut für Angewandte Wirtschaftsforschung.

## Quelle
- Tübinger Universitätsnachrichten (Memento vom 31. Juli 2007 im Internet Archive)
- http://www.iaw.edu/index.php/-288/member/554
- SWR-Fernsehen